# Gori Muñoz
Pour les articles homonymes, voir Muñoz.
Gregorio Muñoz Montoro, dit Gori Muñoz, né dans la province de Valence le 26 juillet 1906 et mort à Buenos Aires le 23 août 1978, est un scénographe et peintre espagnol, exilé durant la guerre d'Espagne.

## Biographie
Pendant la République espagnole, il se fait connaître en tant que dessinateur et caricaturiste.
Il travaille, ainsi, aux côtés de la compositrice María Rodrigo et l'écrivaine Elena Fortún pour illustrer le livre de contes pour enfants Canciones infantiles, en 1934.
Engagé du côté des républicains pendant la guerre d'Espagne, il doit s'exiler en France durant la Retirada. Il est interné au camp de concentration d'Argelès-sur-Mer. Il réussit à rejoindre Paris, mais la Seconde Guerre mondiale éclate en septembre 1939.
En octobre 1939, il embarque à La Rochelle sur le paquebot Massilia (où il retrouve, parmi les passagers, notamment l'autrice espagnole Elena Fortún). L'épopée l'emmène jusqu'à Buenos Aires. 
En Argentine, il entame une nouvelle carrière dans le théâtre et le cinéma argentins - le réalisateur Luis Saslavsky le recommande ainsi à Gregorio Martínez Sierra - mais il n'abandonne jamais le dessin et la peinture. 
Il meurt à Buenos Aires le 23 août 1978. 